# التساخ
شهر التساخ در ایالت بادن-وورتمبرگ در کشور آلمان واقع شده است.